# Svenska hjärntumörföreningen
Svenska hjärntumörföreningen är en ideell förening som syftar till att stödja alla som är drabbade av primära hjärntumörer.

## Historia
2004 startar Sahlgrenska Universitetssjukhuset en stödgrupp för kvinnor som mist sin man i hjärntumör. Några av deltagarna går ihop och skriver boken "Att förlora en anhörig i hjärntumör" som publiceras hösten 2005. I och med boken kommer önskningar om en förening till stöd för drabbade. Föreningen bildas i mars 2006.

## Verksamhet
Föreningens styrelse arbetar med att sprida information och skapa opinion. Under 2010 har detta bland annat skett genom att tillsammans med Nätverket mot cancer medverka i Politikerveckan i Almedalen.

## Lokala stödgrupper
Utöver styrelsens arbete utövas föreningens syfte genom lokala stödgrupper. I nuläget finns det lokala grupper i Lund, Göteborg, Stockholm och Umeå där berörda träffas ungefär en gång i månaden. När intresse uppstår kommer det även att bildas grupper i Linköping och Uppsala.